# Heo Jun (escrime)
Dans ce nom coréen, le nom de famille, Heo, précède le nom personnel.
Pour les articles homonymes, voir Heo Jun et Heo.
Heo Jun (en coréen : 허준 ; né le 31 mai 1988 à Séoul) est un escrimeur sud-coréen, pratiquant le fleuret.
Il a remporté à quatre reprises les championnats d'Asie. Il a également remporté la médaille de bronze lors de l'Universiade de 2011.